# BTR-80
BTR-80 je sovětské kolové obojživelné obrněné vozidlo 8×8 z 80. let 20. století. Je nástupcem obrněných transportérů BTR-60 a BTR-70 a do služby u sovětské armády se dostalo roku 1985. Jedná se o víceúčelové vozidlo pro dopravu osob na bojiště, palebnou podporu, průzkum, doprovod, hlídkování a k dalším účelům. Je vyzbrojeno kulometem KPVT ráže 14,5 mm a spřaženým kulometem PKT ráže 7,62 mm. Od poloviny 90. let mají BTR-80 novou věžičku s automatickým kanónem 2A72 ráže 30 mm. Dále vzniklo velitelské řídící vozidlo PU-12M6 (9S482M6) pro systémy "Strela-1M" (SA-9), "Strela-10M2 (SA-13), "Osa-AK" (SA-8), 2S6 "Tunguska" a ZSU-23-4 "Šilka". výbavou je též zařízení na odpalování zadýmovacích granátů. Vozidlo je vybavené systémem ochrany proti zbraním hromadného ničení a systémem nočního vidění.

## Varianty
- BTR-80 – základní verze
- BTR-80K – velitelské vozidlo s rozšířenou spojovací technikou
- BTR-80A – verze s novou věží vybavenou 30mm kanónem 2A72
- BTR-80S – verze na export s modulární konstrukcí upravitelná podle požadavků uživatele.
- RChM-4-01 – vozidlo pro radiační a chemický průzkum.
- BMM – sanitní vozidlo.
- BREM-K – vyprošťovací a opravárenské vozidlo.
- 1V152 – velitelské vozidlo pro dělostřelectvo.
- 2S23 Nona-SVK – samohybný minometný/kanónový systém se 120mm kanónem 2A60
- BTR-94 – ukrajinská modifikace s větší věží vybavenou 23mm dvojkanónem ZU-23-2, spřaženým 7,62mm kulometem PKT a přehledovým radiolokátorem s dosahem 30 km.
- BTR-3U Guardian – ukrajinská verze vyrobená ve spolupráci Charkovské konstrukční kanceláře Morozov se společností ADCOM ze Spojených arabských emirátů. Je vybavena motorem Deutz o výkonu 320 hp, věží se střeleckým systémem Škval, jehož součástí je 30mm kanon 2A72 spřažený se 7,62mm kulometem PKT, dvojice PTŘS Kornet nebo Konkurs na pravém boku věže a automatický granátomet AGS-17.

## Uživatelé

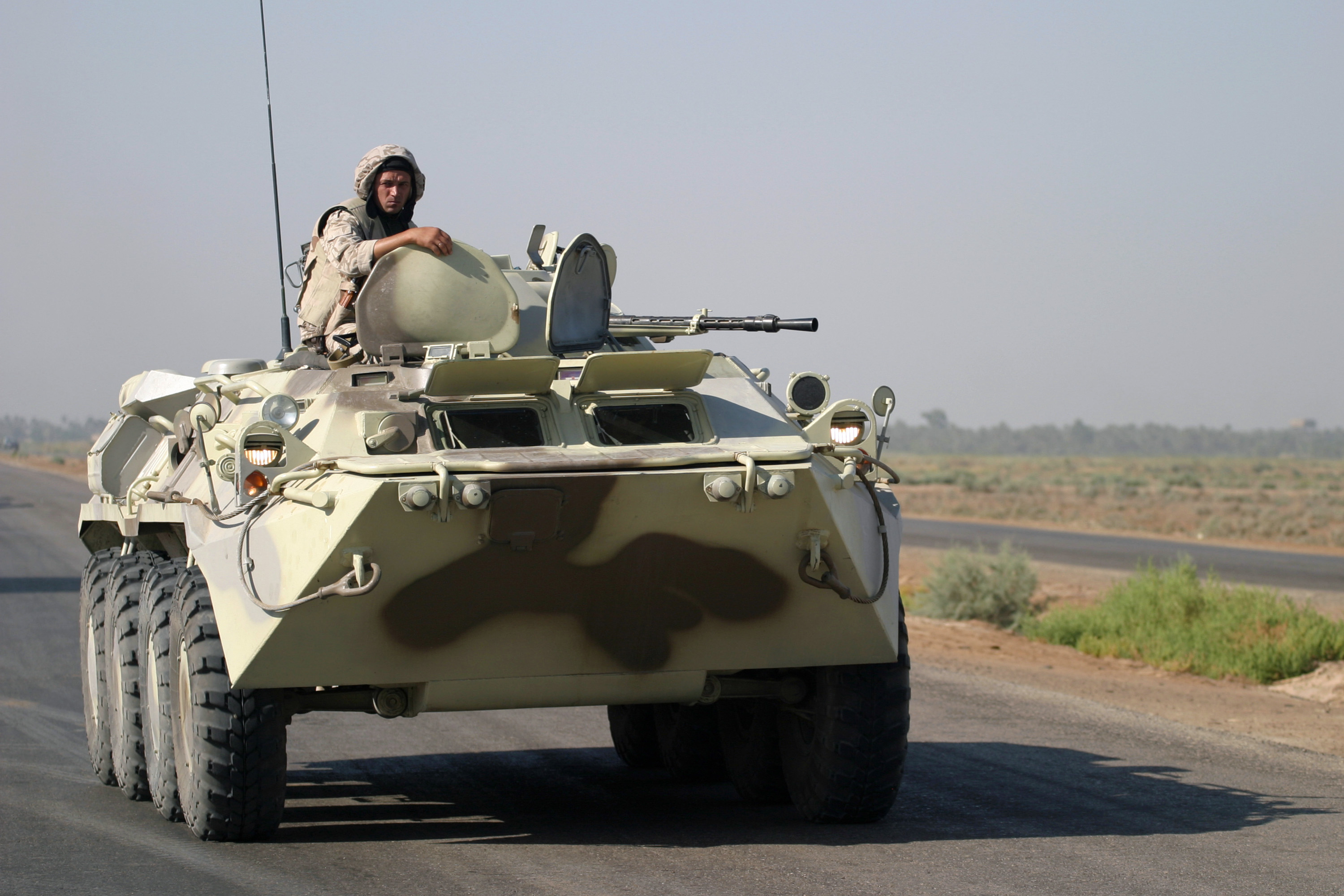
Ukrajinské BTR-80

- SSSR: Arménie, Ázerbájdžán, Bělorusko, Estonsko, Gruzie, Kazachstán, Kyrgyzstán, Moldavsko, Rusko, Ukrajina, Uzbekistán, Tádžikistán, Turkmenistán
- Ostatní státy: Afghánistán, Alžírsko, Bangladéš, Kolumbie, Maďarsko, Indonésie, Jižní Korea, Severní Makedonie, Severní Korea, Srí Lanka, Turecko